# Orbea conjuncta
Orbea conjuncta är en oleanderväxtart som först beskrevs av A.C. White och B. Sloane, och fick sitt nu gällande namn av P.V. Bruyns. Orbea conjuncta ingår i släktet Orbea och familjen oleanderväxter. Inga underarter finns listade i Catalogue of Life.